# Fécondité

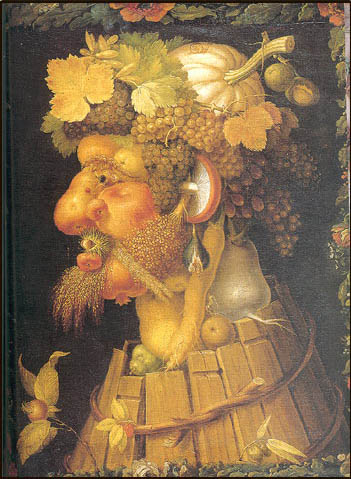
La fécondité de l'automne, par Giuseppe Arcimboldo.

La fécondité est la capacité de se reproduire, qualité de ce qui est fécond.
Le terme s'applique d'abord aux êtres vivants, et notamment aux humains, dans le domaine de la santé reproductive ou de la démographie.

## Définitions
- En biologie, la fécondité exprime la capacité des espèces vivantes, animales ou végétales de se reproduire et d'assurer la perpétuation de l'espèce. C'est le contraire de la stérilité. Lorsque la fécondité est très élevée, on parle de prolificité. Le terme peut s'appliquer à l'espèce en général, ou plus spécialement aux femelles, voire à un individu. Voir "Fertilité".
- En démographie, la fécondité s'exprime par un indice égal au nombre moyen d'enfants nés vivants rapporté à la population féminine en âge de procréer. Voir taux de fécondité.
- En agriculture, on parle de fécondité de la terre pour exprimer sa capacité à produire des récoltes abondantes. C'est un synonyme de fertilité.

## Femme, âge et fécondité
Lors d'une relation conjugale sans contraception avec rapports fréquents, on observe les résultats suivants dans la population générale :
- Après un cycle menstruel, la proportion de femme tombant enceinte est d'environ 20-25 % [1]

À 30 ans, 75 % des femmes tombent enceinte en moins d'un an.
- Après deux années de rapports sans grossesse déclarée, le couple est considéré comme infertile. Il peut alors avoir recours à la Procréation Médicalement Assistée (PMA)

Cependant, les chances de grossesse diminuent avec l'âge maternel. La fertilité diminue lentement entre 20 et 35 ans, où elle connaît alors une diminution très marquée au-delà de 35 ans. Si l'âge est un facteur incorrigible, le tabac très consommé chez les femmes en âge de procréer est connu pour diminuer les chances de grossesse.[réf. nécessaire]
Entre 27 et 29 ans, 30 % des femmes démarrent une grossesse au bout d'un cycle. Cette proportion est de 15 % entre 35 et 39 ans[réf. nécessaire]
Sans contraception, la proportion de femmes infertiles évolue rapidement avec l'âge :
- à 30 ans, 8 % des femmes sont infertiles
- à 35 ans, 15 % des femmes sont infertiles
- à 40 ans : 36 % des femmes sont infertiles

Si la fécondation naturelle n'est plus possible, on peut avoir recours à l'assistance médicale à la procréation et plus particulièrement la fécondation in vitro. Cependant la fertilité de la femme influence grandement les résultats. C'est pourquoi la fécondation assistée doit être débutée précocement pour augmenter les chances de réussite.
Taux moyen d'enfant obtenu par tentative de fécondation in vitro : 20 % avant 40 ans (proche réussite sans assistance), 10 % à 40 ans, 5 % à 42 ans, nul à 45 ans.
Certaines familles observent des grossesses tardives (vers 45 ans) menées à terme. Toutefois dans plus de 80 % des cas, ces femmes s'avéraient déjà multipares.[réf. nécessaire]

## Statistiques
Dans le monde, de fortes disparités se dessinent selon les contextes socio-culturels, économiques, religieux et selon les pays.
Selon l'UNICEF, la santé maternelle et néonatale s'est améliorée de 1990 à 2007 (nombre d'enfants de moins de cinq ans morts passé de 13 à 9,2 millions, soit 30 % en moins). 4 millions d'enfants meurent encore chaque année dans les 4 semaines suivant la naissance. 80 millions d'enfants souffrent de séquelles ou complications de naissance prématurée. Les décès en couches ont peu diminué : 500 000 femmes décèdent annuellement des suites d'une grossesse ou d'un accouchement. (1 accouchement sur 7 au Niger, contre 1 sur 8 000 dans les pays riches).
10 pays sont plus concernés par ce risque (Inde & Nigeria comptant pour 1/3 des décès). Les "Objectifs du millénaire" fixés par les Nations unies pour 2015 prévoient 2/3 de mortalité en moins par rapport à 1990 pour les enfants de moins de 5 ans (seuls 30 % sont atteints en 2009) et 3/4 de mortalité maternelle en moins, objectif loin d'être atteint (on est passé de 430 décès pour 100 000 naissances vivantes en 1990) à seulement 400 en 2005... L'ONU estime que 80 % des décès maternels sont dus à un manque d'accès aux sages-femmes et aux services élémentaires de santé.
À titre d'exemple (associé à un « afficheur » en ligne), aux États-Unis, il y a eu entre le 1er janvier et le 24 novembre 2012 un peu plus de 9 millions de naissance (en 10 mois et 24 jours) soit environ une naissance toutes les 2 secondes (avec un taux de fécondité de 64,1 enfants pour 1000 femmes ; selon le Planétoscope).
Une étude de l'INED évalue la fécondité avant 15 ans à 400 000 naissances par an en 2016, dont plus de la moitié en Afrique subsaharienne. Le Nigeria a un taux de fécondité élevé entre 10 et 14 ans : plus de 50 naissances pour 10 000 filles, soit 60 000 naissances par an.
En France, selon l'Institut national de la statistique et des études économiques, la France avait en 2008 le plus haut taux de fécondité d'Europe (834 000 naissances en 2008, dont en Outre-mer, soit 2,02 enfants par femme en âge de procréer). La tendance est aux naissances plus tardives (en moyenne, le 1er enfant arrive à 30 ans, soit 2 ans plus tard qu'en 1998). Ceci semble en partie dû à un besoin accru de fécondation assistée (5 % des enfants en 2003 et 2,4 pour cent des femmes ayant accouché cette même année ont fait appel à une stimulation ovarienne (libération d'un ovule facilitée par traitement hormonal). En 2007, plus de 20 000 enfants sont issus d'une fécondation in vitro (FIV) ou insémination artificielle (2,5 % des naissances, 1,7 % étant des FIV, soit 3 fois plus qu'il y a 20 ans. 200 000 enfants sont nés de FIV de 1977 à 2007 (en 30 ans).

## Fécondité et climat
Selon une étude internationale récente (2019) le climat affectera l'économie qui pourrait affecter la fécondité, via des facteurs tels que : la réallocation sectorielle, l'écart de rémunération entre femmes et hommes, la longévité et la mortalité infantile et maternelle… L'adaptation au changement climatique pourrait ainsi inclure des modifications du contrôle de la fécondité. Les citoyens ont en effet à choisir la quantité de temps et d'argent à consacrer à l'éducation des enfants, et s'ils veulent consacrer leurs ressources à avoir plus d'enfants ou à investir davantage dans l'éducation de chaque enfant.
Une modélisation a concerné deux économies contrastées (Colombie et Suisse) en étudiant comment les impacts démographiques du changement climatique pourraient varier selon le lieu et le pays. Dans le modèle, les parents doivent choisir quelle part de leurs ressources (limitées) ils consacreront à la consommation familiale actuelle, à de nouveaux enfants et/ou au financement d'études pour chaque enfant (et dans le modèle le revenu futur des enfants dépend des décisions des parents). Les couts économiques du réchauffement (et ses effets sur la fécondité) diffèreront selon la géographie (ex : près de l'équateur, dans des pays plus pauvres l'agriculture souffrira plus, avec des risques accrus de pénurie alimentaire, de hausse des prix et de baisses de salaires agricoles puis de réallocation de la main-d'œuvre conduisant à plus de pauvreté, moins d'investissements dans l'éducation et une hausse de la fécondité. L'inverse se produirait aux latitudes plus élevées, où les pays sont plus riches. Ce modèle suggère que le réchauffement aggravera les inégalités en réduisant la fécondité et en renforçant l'éducation des plus riches au Nord, tout en augmentant la fécondité et en réduisant l'éducation en zone tropicale ce qui est d'autant plus injuste et poignant que « les pays plus riches ont profité de manière disproportionnée de l'utilisation des ressources naturelles qui a conduit au changement climatique » commente en 2019 le Dr Casey qui ajoute que ce modèle est incomplet, car ne traitant que du canal économique (et non des facteurs de santé ou religieux par exemple).

## Cinéma
- 1929 : Fécondité de Henri Étiévant et Nicolas Evreinoff